# النوم نصف الدماغي الاحادي بطئ الموجة

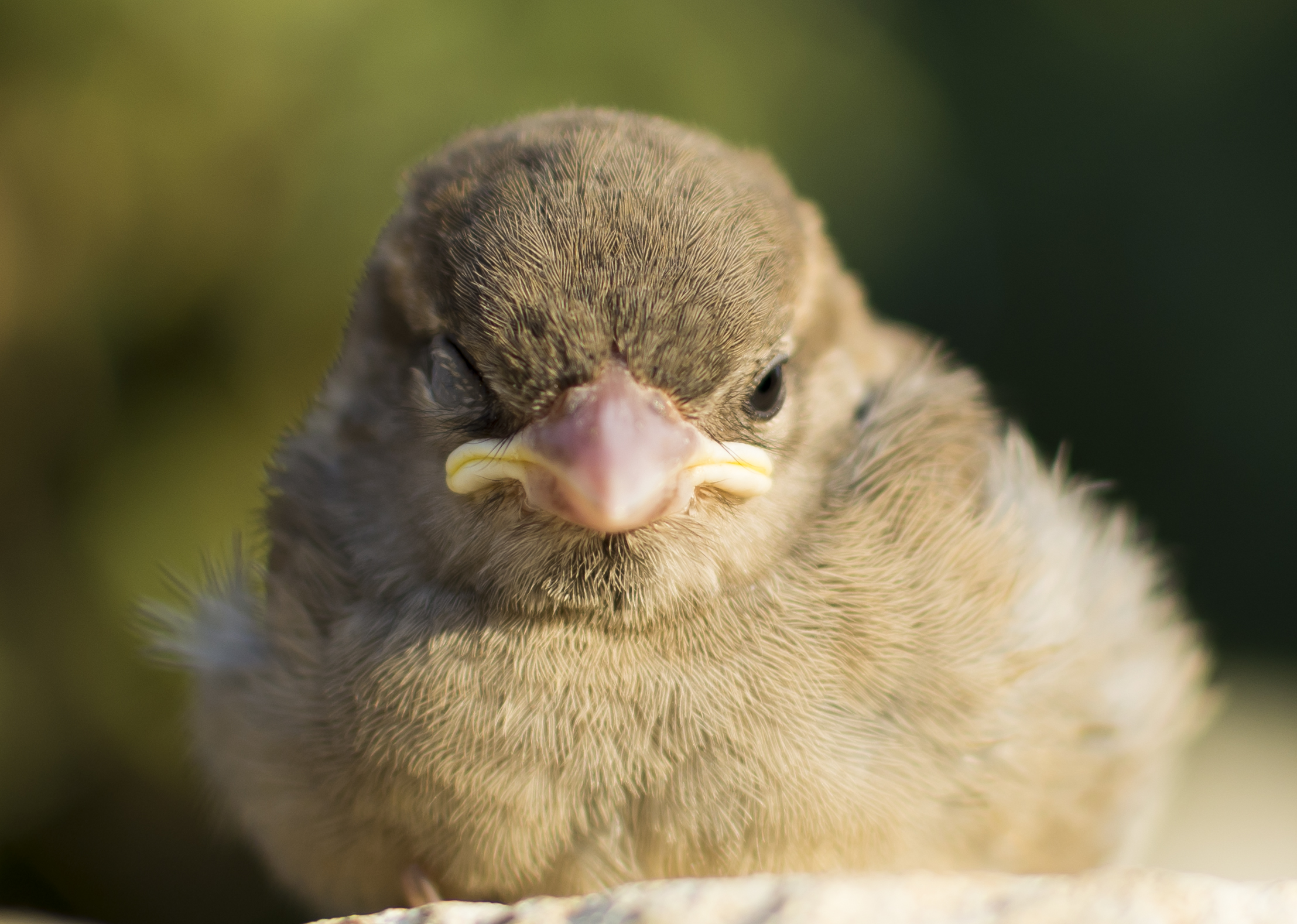
عصفور بيتي صغير (Passer domesticus) ماراً بالنوم نصف الدماغي الاحادي بطئ الموجة.

النوم نصف الدماغي الاحادي بطئ الموجة (Unihemispheric slow-wave sleep)  هو القدرة على النوم مع نصف واحد من الدماغ بينما يبقى النصف الآخر  في حالة تأهب. وهو على النقيض من النوم الطبيعي من حيث اغلاق كلا العينين وأن كلا النصفين من الدماغ تظهر انخفاض الوعي. في النوم الاحادي نصف الدماغي بطئ الموجة، المعروف أيضاً باسم النوم ذو الموجة البطيئة غير المتناظرة، وهو شكل من أشكال نوم حركة العين غير السريعة وتكون فيه العين المقابلة للنصف الأول من الدماغ نصف مغلقة بينما العين الأخرى تبقى مفتوحة. عند فحص فرق الجهد المنخفض عبر تخطيط امواج الدماغ (EEG)، تكون خصائص النوم بطئ الموجة في أحد نصفي الدماغ مطابقة لما هو في حالة النوم بينما تكون في النصف الثاني كما في حالة اليقظة. هذه الظاهرة لوحظت في عدد من الطيور الأرضية والمائية.
بوظائف فريدة من نوعها للأعضاء، بما في ذلك الإطلاق المتباين للناقل العصبي الأستيل كولين، وقد تم ربط هذه الظاهرة. بعدد من المزايا، بما في ذلك القدرة على الاستراحة في مناطق يتواجد فيها المفترسون بكثرة أو أثناء رحلات الهجرة الطويلة.   السلوك يبقى موضوعاً مهماً للبحث لأن النوم الاحادي نصف الدماغي هو ربما أول سلوك للحيوان يستخدم فيه مناطق مختلفة من الدماغ وأن يتحكم في نفس الوقت بالنوم واليقظة. أعظم أهمية نظرية للنوم نصف الدماغي هو دوره المحتمل في توضيح وظيفة النوم من خلال تحدي مختلف المفاهيم الحالية. وقد درس الباحثون قيام الحيوانات بهذا النوع من النوم لتحديد أهمية القيام بالنوم؛ وإلا لكان هذا النوع من النوم قد اختفى عبر التطور

## في وظائف الأعضاء

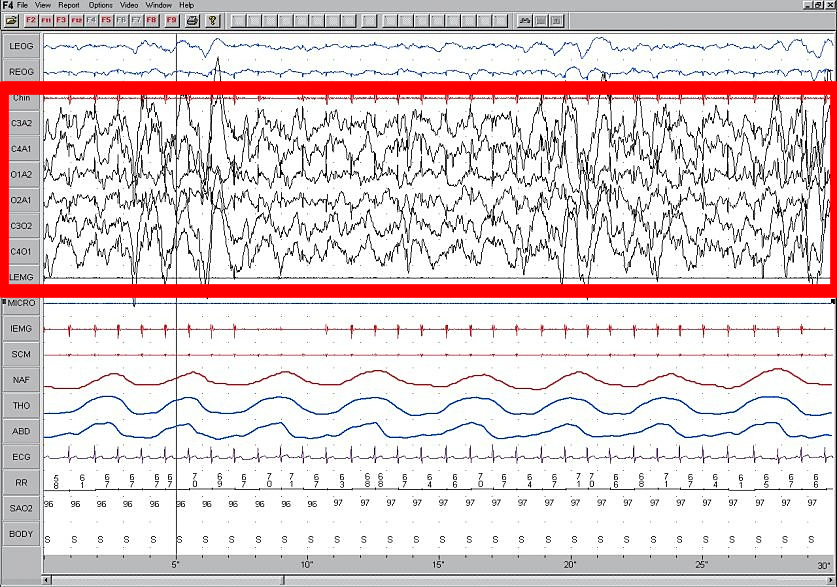
تخطيط النوم المتعدد Polysomnogram مظهراً نوم الموجة البطيئة.
موجات الدماغ عالية السعة تظهر باللون الأحمر.

### دور الأستيل كولين
نظراً إلى أصل النوم نصف الدماغي في الدماغ، يعتقد أن الناقلات العصبية هي الت يتقوم بتنظيم هذه العملية. الناقل العصبي أستيل كولين يرتبط بتنشيط النصف الأيسر من الدماغ في فقمات الفراء الشمالية. درس الباحثون الفقمة في البيئات التي تسيطر عليها من خلال مراقبة السلوك وكذلك من خلال الزراعة الجراحية لاقطاب قياس الموجات الدماغية. أستيل كولين يصدر تقريبا في نفس المقادير في نصفي الدماغ في نوم الموجة البطيئة الثنائي. بينما، في النوم نصف الدماغي، يتم افراز اقصى مقدار الأسيتيل كولين من قشرة الدماغ من نصف الدماغ الذي يظهر بواسطة التخطيط الدماغي بشكل يشبه اليقظة. ونصف الدماغ الذي يمر بنوم الموجة البطيئة يتميز بافراز الحد الأدنى من أستيل كولين. وهذا النموذج من افراز الأستيل كولين  اكتشف في أنواع أخرى من الحيوانات مثل الدلفين.

### فتح العين
في الطيور الداجنة والأنواع الأخرى من الطيور يظهر النوم نصف الدماغي مع عين واحدة تبقى مفتوحة بشكل معاكس للنصف المستيقظ من الدماغ. العين المغلقة تكون معاكسة للجانب من الدماغ الذي يدخل في نوم الموجة البطيئة. مهام التعلم، مثل تلك التي تتضمن تمييز المفترسات أظهرت أن فتح العين يمكن أن يكون أمراً مفضلاً في تلك الحيوانات. وقد تبين أيضا أن النوم نصف الدماغي يعد سلوكاً مفضلاً لدى الحيتان البيضاء، على الرغم من التناقضات الناشئة من النوم نصف الدماغي مع فتح العين. حفظ عين واحدة مفتوحة يساعد الطيور في القيام بالنوم نصف الدماغي حينما تكون في منتصف رحلة الطيران وكذلك تساعدتهم على مراقبة الحيوانات المفترسة في المناطق المجاورة لهم.

### التنظيم الحراري
الدماغ في درجة الحرارة تنخفض عندما تكون الموجات الدماغية دالة على النوم سواء لأحد أو كلا نصفي الدماغ. هذا الانخفاض في درجة الحرارة يمكن ربطه بطريقة معينة مع كونه تقنية للتنظيم الحراري والحفاظ على الطاقة مع الحفاظ على اليقظة. التنظيم الحراري أثبت في الدلافين ويعتقد أن يكون قد تم حفظه بين الأنواع التي تظهر النوم نصف الدماغي.

## الاختلافات التشريحية

### ثفن اصغر
الثفن (corpus callosum) هو جزء تشريحي موجود في ادمغة الثديات يسمح بالتواصل عبر نصفي الدماغ. الحيتان لوحظ انها تمتلك ثفناً اصغر نسبيا مقارنة بباقي الثديات. اما الطيرو فهي تفتقر للثفن مقارنة بالثديات التي تمتلكه. ورغم وجود ارتباط في هذا المجال غير أنه لا يشرح وجود النوم نصف الدماغي.

## الأنواع التي تقوم بالنوم نصف الدماغي

### الإنسان
تقترح دراسة جديدة في جامعة براون عبر تجارب حول الأمر ان هناك ما يشبه النوم نصف الدماغي للإنسان والذي يمكن تفسيره بقياس الموجات الدماغية عند نوم الإنسان في غير محله المعتاد. الدراسة تمت عبر تخطيط الموجات الدماغية وعبر إجراء احصائية للمرات التي يستيقظ فيها الناس عندما يكونون نائمين في غير منامهم المعتاد مع وضع أغاني في الاذن اليمنى أو اليسرى حيث تؤثر كل واحدة منهما في جزء معاكس من الدماغ وقد لوحظ ان الاستيقاظ بسبب الأذن اليمنى أكبر. اما النوم في غير المكان المعتاد أو أثناء السفر فهو لزيادة هذا التأثير عندما لا نشعر بالأمان التام.